# Гордієнко Валентина Іванівна
Валенти́на Іванівна Гордіє́нко (* 26 березня 1919 — † 1986), український будівельник, виробничник, заслужений будівельник УРСР.

## Життєпис
У 1950−1958 роках керувала трестом «Оргкомуненерго» (Київ), 1958—1975 — «Променергоавтоматика».
Брала участь у відбудові зруйнованих під час Другої світової війни електростанцій та заводів.
Створювала організацію з монтажу контрольно-вимірювальних приладів автоматики.

## Джерело
- Прес-центр[недоступне посилання з липня 2019]
- Укрінфо(рос.)

| українська персоналія | Це незавершена стаття про особу, що має стосунок до України. Ви можете допомогти проєкту, виправивши або дописавши її. |